# Kylie Rae
Brianna Rae Sparrey (nacida el 25 de agosto de 1992) es una luchadora profesional estadounidense, más conocida bajo el nombre de Kylie Rae quien actualmente trabaja para National Wrestling Alliance además de ser la primera campeona femenil de WWE ID. Es muy conocida por competir en el circuito independiente, además de aparecer en Impact Wrestling (IW) y en All Elite Wrestling (AEW).

## Primeros años
Sparrey se graduó de la Secundaria de Oak Forest en 2010, donde jugó softbol.
Antes de convertirse en una luchadora profesional de tiempo completo, Sparrey también trabajó como acrobacia, realizando acrobacias para la película Divergent y la serie de televisión Shameless.

## Carrera

### Circuito independiente (2016-2020)
Kylie Rae hizo su debut en la lucha profesional en una grabación de Reality of Wrestling TV el 19 de marzo de 2016, derrotando a Ivory Robin para ganar el Campeonato Diamante de ROW. Rae recibió una tryout con WWE en febrero de 2018.
El 5 de enero de 2019, Rae tuvo una oportunidad por el Campeonato Mundial Femenil de Progress ante Jordynne Grace y salió derrotada.
El 21 de septiembre de 2019, Rae regresó a Freelance Wrestling, derrotando a Isaias Velazquez.
El 12 de septiembre de 2020, Rae derrotó a Tessa Blanchard para ganar el Campeonato Femenino de Warrior Wrestling.

### All Elite Wrestling (2019)
El 8 de febrero durante el mitin de All Elite Wrestling en Las Vegas, Brandi Rhodes anunció que Kylie Rae y Nyla Rose también habían firmado con la promoción. Luego de algunos comentarios de Rae, fue interrumpida por Rose y las dos tuvieron una confrontación, pero fueron separadas antes de que pudiera ocurrir una pelea. El 25 de mayo, Rae hizo su primera aparición en el inaugural evento de Double or Nothing quien se enfrentaba ante Awesome Kong, Nyla Rose y salió derrotada ante Dr. Britt Baker.
Fue contratada para tener una lucha contra Leva Bates en el próximo evento, Fyter Fest. Sin embargo, después de Double or Nothing, Rae eliminó toda su cuenta de redes sociales y canceló la lucha, siendo reemplazada por Allie. Durante la conferencia de prensa después de All Out, Tony Khan anunció que había solicitado su liberación de AEW, la cual fue concedido.

### Impact Wrestling (2019-2020)
El 20 de octubre de 2019, Rae hizo una aparición sorpresa en Impact Wrestling en el evento Bound for Glory entrando en el n.17 en el combate "Call Your Shot" Gauntlet y fue eliminada por Mahabali Shera.
El 31 de marzo de 2020, se anunció que Ray había firmado un acuerdo a largo plazo con Impact Wrestling.
El 1 de septiembre en Impact!, ella y el resto del elenco de Wrestle House regresaron a Impact! durante el Black Tie Affair de la Campeona de Knockouts Deonna Purrazzo, atacando a Kimber Lee, quien fue detenida por Susie. En Slammiversary, ganó el Gauntlet For The Gold y una oportunidad al Campamento Knockouts de Impact. Durante las siguientes semanas, Rae empezó un feudo con la Campeona de Knockout Deonna Purrazzo que condujo a su lucha para Bound for Glory.  
Sin embargo, Rae no apareció en el evento y fue reemplazada por Su Yung. Unos días después, anunció su retiro de la lucha libre profesional.

### National Wrestling Alliance (2021-2022)
En When Our Shadows Fall, junto a Taryn Terrell derrotaron a Melina & Thunder Rosa, durante el combate, Joe Galli anunció que Rae firmó un contrato con NWA. En el Powerrr emitido el 29 de junio, derrotó a Melina, la siguiente semana en Powerrr, junto a Serena Deeb derrotaron a Skye Blue & Thunder Rosa. En NWA EmPowerrr, se enfrentó a Diamante y a Chik Tormenta, sin embargo perdió. A la noche siguiente en NWA 73th Anniversary Show, fue derrotada por Mickie James. En el Powerrr emitido el 26 de octubre, se enfrentó a Chelsea Green y a Melina Pérez por una oportunidad al Campeonato Mundial Femenino de la NWA de Kamille en Hard Times 2, sin embargo perdió. En el Pre-Show de Hard Times 2, junto a Tootie Lynn se enfrentaron a The Hex (Allysin Kay & Marti Belle), Lady Frost & Natalia Markova y a Jennacide & Paola Blaze por los Campeonatos Mundiales Femeninos en Parejas de la NWA, sin embargo perdieron.
Comenzando el 2022, en el Powerrr emitido el 4 de enero, junto a Tootie Lynn derrotaron a Kamille & Misa Kate, en el Powerrr emitido el 18 de enero, derrotó a Allysin Kay, después del combate salió del ringside celebrando con Tootie Lynn.
En la noche 2 de Crockett Cup, se enfrentó a Kamille y a Chelsea Green por el Campeonato Mundial Femenino de la NWA, sin embargo perdió.

### Regreso al Circuito Independiente (2021, 2022-presente)
Rae anunció su regreso a la lucha libre profesional en el evento de Warriors Wrestling Stampede Series el 5 de junio, dónde derrotó a Holidead reteniendo el Campeonato Femenino de Warriors Wrestling. En el Warriors Wrestling Switchblade Series, fue derrotada por Thunder Rosa perdiendo el Campeonato Femenino de Warriors Wrestling.

#### Game Charged Wrestling (2022)
En el evento de GCW Say You Will realizado el 15 de enero, fue derrotada por Allie Katch.

#### 2023-presente
En el evento de Glory Pro Wrestling WrestlePocalypse, fue derrotada por Tootie Lynn.

### WWE (2022)
En diciembre, Sparrey asistió a unas pruebas físicas realizadas por WWE. También se presentó como Briana Ray en un combate realizado en WWE Main Event emitido el 15 de diciembre, mismo en el que perdió ante Dana Brooke.

## Vida personal
Se retiró de la lucha libre profesional el 2 de noviembre de 2020.
Volvió a retirarse de la lucha libre profesional el 24 de octubre de 2021, debido a una recaída en el alcoholismo y el consumo de marihuana.
A finales de abril de 2023, Rae mediante Instagram anunció que esta embarazada, esperando a tener su primer hijo junto a su prometido Isaias Velasquez.

## Campeonatos y logros
- AAW: Professional Wrestling Redefined
  - AAW Women's Championship (1 vez)

- Brew City Wrestling
  - BCW Ladies Championship (1 vez)

- Capital Wrestling Alliance
  - CWA Championship (1 vez, actual)
  - Winner of the 2018 1st Annual CWA Raven Black Tournament

- Reality of Wrestling
  - ROW Diamonds Championship (3 veces)

- RISE Wrestling
  - Phoenix of RISE Championship (1 vez)

- Warrior Wrestling
  - WW Women's Championship (1 vez)[30]

- Zelo Pro Wrestling
  - Zelo Pro Women's Championship (2 veces)

- Impact Wrestling
  - Gauntlet for the Gold (2020 - Knockouts)[31]

- Pro Wrestling Illustrated
  - Situado en el Nº78 en los PWI 500 de 2020[32]

- WWE
  - WWE ID Women's Championship (1 vez, actual e inaugural)
  - WWE ID Women's Championship Tournament (2025)